# Mej-čou (ostrov)
Mej-čou (čínsky v českém přepisu Mej-čou tao, pchin-jinem Méizhōu Dǎo, znaky zjednodušené 湄洲岛, tradiční 湄洲島) je ostrov v Jihočínském moři u pevninského pobřeží Čínské lidové republiky. Ze správního hlediska spadá do městského obvodu Siou-jü městské prefektury Pchu-tchien v provincii Fu-ťien a tvoří samostatný městys. Má rozlohu přibližně šestnáct čtverečních kilometrů a žije na něm přibližně osmatřicet tisíc obyvatel.
Ostrov je známý chrámem bohyně Ma-cu postaveným v roce 987. Tato bohyně zde má také 14,5 metrů vysokou sochu.